# Sebastian Huber (Politiker, 1964)
Sebastian Huber (* 23. Mai 1964 in Salzburg) ist ein österreichischer Politiker (NEOS). Er war von Juni 2018 bis Juni 2023 Abgeordneter zum Salzburger Landtag, wo er als Zweiter Landtagspräsident fungierte. Ab dem 2. Oktober 2021 war er auch stellvertretender Landessprecher von NEOS Salzburg.

## Leben

### Ausbildung und Beruf
Sebastian Huber besuchte ab 1974 das Erzbischöfliche Privatgymnasium Borromäum in Salzburg, wo er 1982 maturierte. Anschließend begann er ein Medizinstudium an der Universität Wien, das er 1989 mit der Promotion zum Doktor der Medizin abschloss. Während seines Studiums trat er 1982 der K.A.V. Norica im ÖCV bei. Darüber hinaus ist er seit 2015 Ehrenmitglied der K.Ö.St.V Almgau Salzburg im MKV. Danach folgte eine Ausbildung zum Facharzt für Innere Medizin im Krankenhaus der Barmherzigen Brüder in Salzburg. 1997 eröffnete er eine eigene Ordination in den Praxisräumlichkeiten seines Vaters, der ebenfalls als Arzt tätig war. Mit dessen Pensionierung 2002 übernahm er dessen Ordination. Seit 2003 ist er als allgemein beeideter und gerichtlich zertifizierter Sachverständiger für Innere Medizin eingetragen.
Seit 2007 ist er außerdem Kammerrat der Ärztekammer für Salzburg, deren Vizepräsident, Finanz- und PR-Referent er von 2007 bis 2012 war. Ehrenamtlich war er bis 2017 Landesfeuerwehrarzt bei der Freiwilligen Feuerwehr, Vorstandsmitglied und Vizepräsident der Suchthilfe sowie Vorstandsmitglied des Landesverbandes für Psychohygiene.

### Politik
Für NEOS – Das Neue Österreich und Liberales Forum gehörte er von 2014 bis 2018 dem Gemeinderat in der Stadt Salzburg an, wo er ab 2016 auch als Klubobmann des Gemeinderatsklub fungierte. Bei der Landtagswahl in Salzburg 2018 kandidierte auf Platz vier der Landesliste. Nachfolger als Klubobmann des Salzburger NEOS-Gemeinderatsklub wurde Lukas Rößlhuber. Am 27. Mai 2018 wurde Huber von NEOS für das Amt des Zweiten Landtagspräsidenten nominiert, am 13. Juni 2018 wurde er in der konstituierenden Landtagssitzung der 16. Gesetzgebungsperiode als Abgeordneter zum Salzburger Landtag angelobt und mit 20 von 36 Stimmen zum Zweiten Landtagspräsidenten gewählt. Gegenkandidat Roland Meisl (SPÖ) erhielt 16 Stimmen. Huber ist Mitglied des Landesteams von NEOS Salzburg.
Am 2. Oktober 2021 wurde er zum Stellvertreter von NEOS-Salzburg-Landessprecherin Andrea Klambauer gewählt. Nach der Landtagswahl 2023 schied er im Juni 2023 aus dem Landtag aus. Für die Nationalratswahl 2024 wurde er auf Platz 9 der NEOS-Landesliste gereiht.